# Caves
Pour les articles homonymes, voir Cave.
Caves  est une commune française, située dans le sud-est du département de l'Aude en région Occitanie.
Sur le plan historique et culturel, la commune fait partie du massif des Corbières, un chaos calcaire formant la transition entre le Massif central et les Pyrénées. Exposée à un climat méditerranéen, elle est drainée par le Rieu, le ruisseau de l'Aréna et par deux autres cours d'eau. Incluse dans le parc naturel régional de la Narbonnaise en Méditerranée, la commune possède un patrimoine naturel remarquable : un site Natura 2000 (les « basses Corbières ») et cinq zones naturelles d'intérêt écologique, faunistique et floristique.
Caves est une commune rurale qui compte 879 habitants en 2022, après avoir connu une forte hausse de la population depuis 1975. Ses habitants sont appelés les Cavistes.

## Géographie

### Localisation
Caves est une commune située dans les Corbières près de l'étang de Leucate, entre Perpignan et Narbonne.

### Communes limitrophes
Les communes limitrophes sont Feuilla, Fitou, La Palme, Leucate et Treilles.
| Roquefort-des-Corbières (par un quadripoint) | La Palme |         |
| Feuilla                                      | Caves    | Leucate |
|                                              | Treilles | Fitou   |

### Géologie et relief
Caves se situe en zone de sismicité 2 (sismicité faible). entoure de montagne

### Voies de communication et transports
La commune est desservie par les lignes 16 et 18 des Autobus de Narbonne.

### Hydrographie
La commune est dans la région hydrographique « Côtiers méditerranéens », au sein du bassin hydrographique Rhône-Méditerranée-Corse. Elle est drainée par le Rieu, le ruisseau de l'Arène, le ruisseau de Cassoulet et le ruisseau de Mezerac, qui constituent un réseau hydrographique de 8 km de longueur totale,.
Le Rieu, d'une longueur totale de 17,3 km, prend sa source sur le territoire communal et s'écoule d'ouest en est. Il traverse la commune et se jette dans l'étang de La Palme à Leucate, après avoir traversé 4 communes.

### Climat
Pour des articles plus généraux, voir Climat de l'Occitanie et Climat de l'Aude.
En 2010, le climat de la commune est de type climat méditerranéen franc, selon une étude s'appuyant sur une série de données couvrant la période 1971-2000. En 2020, Météo-France publie une typologie des climats de la France métropolitaine dans laquelle la commune est exposée à un climat méditerranéen et est dans la région climatique Provence, Languedoc-Roussillon, caractérisée par une pluviométrie faible en été, un très bon ensoleillement (2 600 h/an), un été chaud (21,5 °C), un air très sec en été, sec en toutes saisons, des vents forts (fréquence de 40 à 50 % de vents > 5 m/s) et peu de brouillards.
Pour la période 1971-2000, la température annuelle moyenne est de 15,1 °C, avec une amplitude thermique annuelle de 15,2 °C. Le cumul annuel moyen de précipitations est de 673 mm, avec 5,5 jours de précipitations en janvier et 2,7 jours en juillet. Pour la période 1991-2020, la température moyenne annuelle observée sur la station météorologique la plus proche, située sur la commune de Fitou à 4 km à vol d'oiseau, est de 17,3 °C et le cumul annuel moyen de précipitations est de 558,8 mm,. Pour l'avenir, les paramètres climatiques de la commune estimés pour 2050 selon différents scénarios d’émission de gaz à effet de serre sont consultables sur un site dédié publié par Météo-France en novembre 2022.

### Milieux naturels et biodiversité

#### Espaces protégés
La protection réglementaire est le mode d’intervention le plus fort pour préserver des espaces naturels remarquables et leur biodiversité associée,.
La commune fait partie du parc naturel régional de la Narbonnaise en Méditerranée, créé en 2003 et d'une superficie de 68 350 ha, qui s'étend sur 21 communes du département. Composé de la majeure partie des milieux lagunaires du littoral audois et de ses massifs environnants, ce territoire représente en France l’un des rares et derniers grands sites naturels préservés, de cette ampleur et de cette diversité en bordure de Méditerranée (Golfe du Lion).

#### Réseau Natura 2000

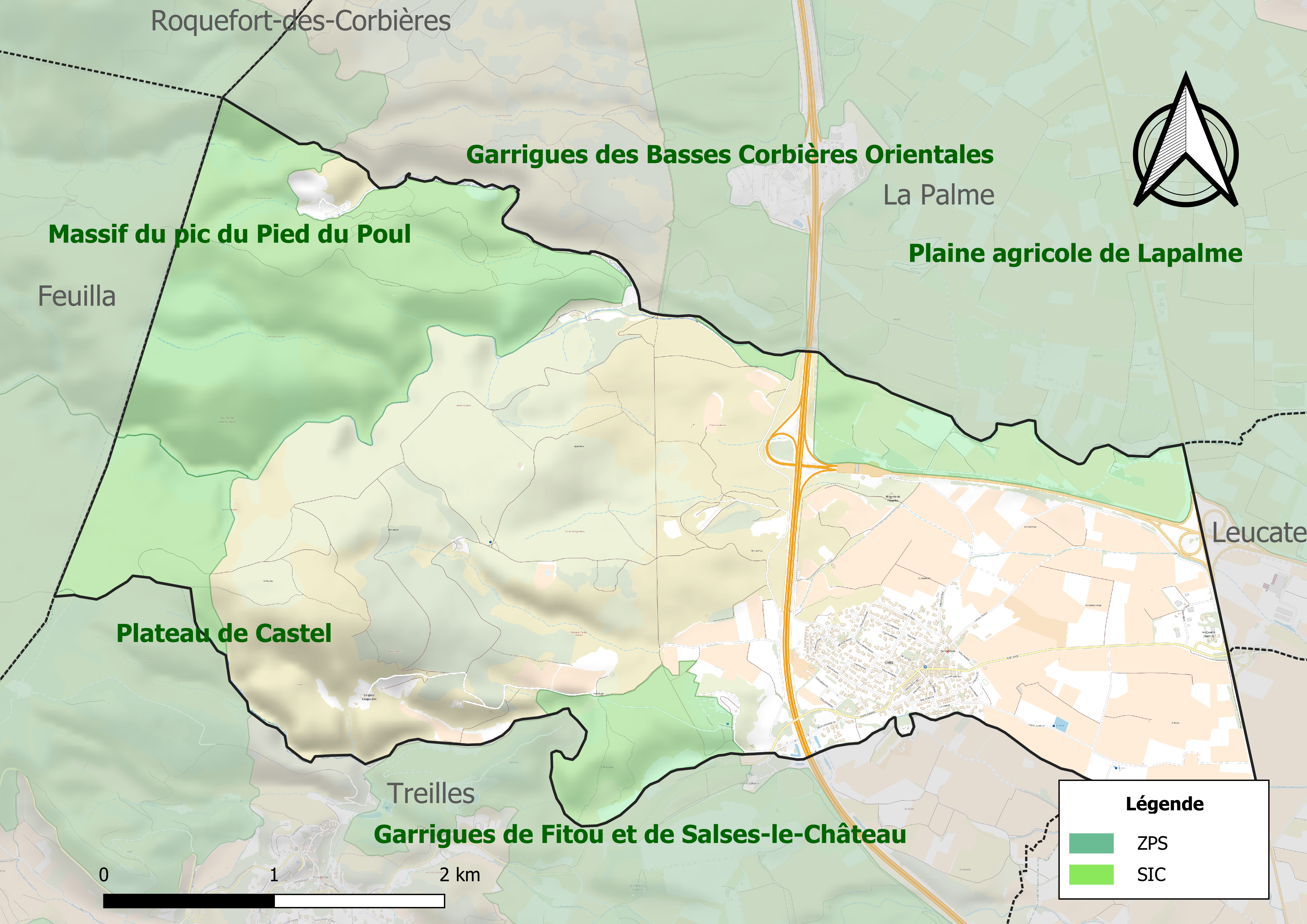
Sites Natura 2000 sur le territoire communal.

Le réseau Natura 2000 est un réseau écologique européen de sites naturels d'intérêt écologique élaboré à partir des directives habitats et oiseaux, constitué de zones spéciales de conservation (ZSC) et de zones de protection spéciale (ZPS). Un site Natura 2000 a été défini sur la commune au titre  de la directive oiseaux : les « basses Corbières », d'une superficie de 29 495 ha, un site important pour la conservation des rapaces : l'Aigle de Bonelli, l’'Aigle royal, le 'Grand-duc d’Europe, le 'Circaète Jean-le-Blanc, le 'Faucon pèlerin, le 'Busard cendré, l’'Aigle botté.

#### Zones naturelles d'intérêt écologique, faunistique et floristique
L’inventaire des zones naturelles d'intérêt écologique, faunistique et floristique (ZNIEFF) a pour objectif de réaliser une couverture des zones les plus intéressantes sur le plan écologique, essentiellement dans la perspective d’améliorer la connaissance du patrimoine naturel national et de fournir aux différents décideurs un outil d’aide à la prise en compte de l’environnement dans l’aménagement du territoire. Quatre ZNIEFF de type 1 sont recensées sur la commune :
- les « garrigues de Fitou et de Salses-le-Château » (5 457 ha), couvrant 5 communes dont 3 dans l'Aude et 2 dans les Pyrénées-Orientales[22] ;
- le « massif du pic du Pied du Poul » (2 515 ha), couvrant 5 communes du département[23] ;
- la « plaine agricole de Lapalme » (1 037 ha), couvrant 3 communes du département[24] ;
- le « plateau de Castel » (513 ha), couvrant 3 communes du département[25] ;

et une ZNIEFF de type 2, : les « Corbières orientales » (30 263 ha), couvrant 19 communes dont 12 dans l'Aude et 7 dans les Pyrénées-Orientales.

Carte des ZNIEFF de type 1 et 2 à Caves.
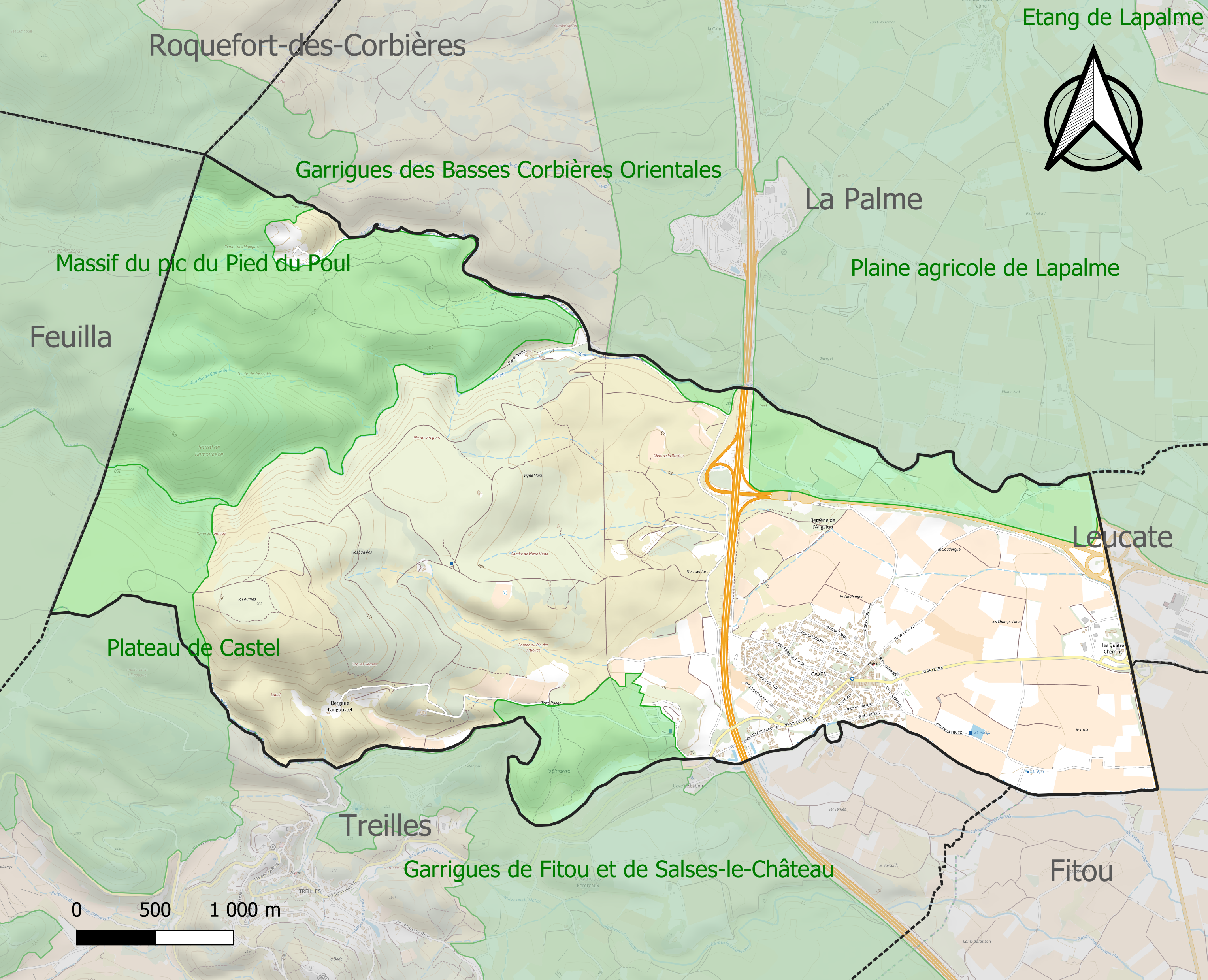
Carte des ZNIEFF de type 1 sur la commune.
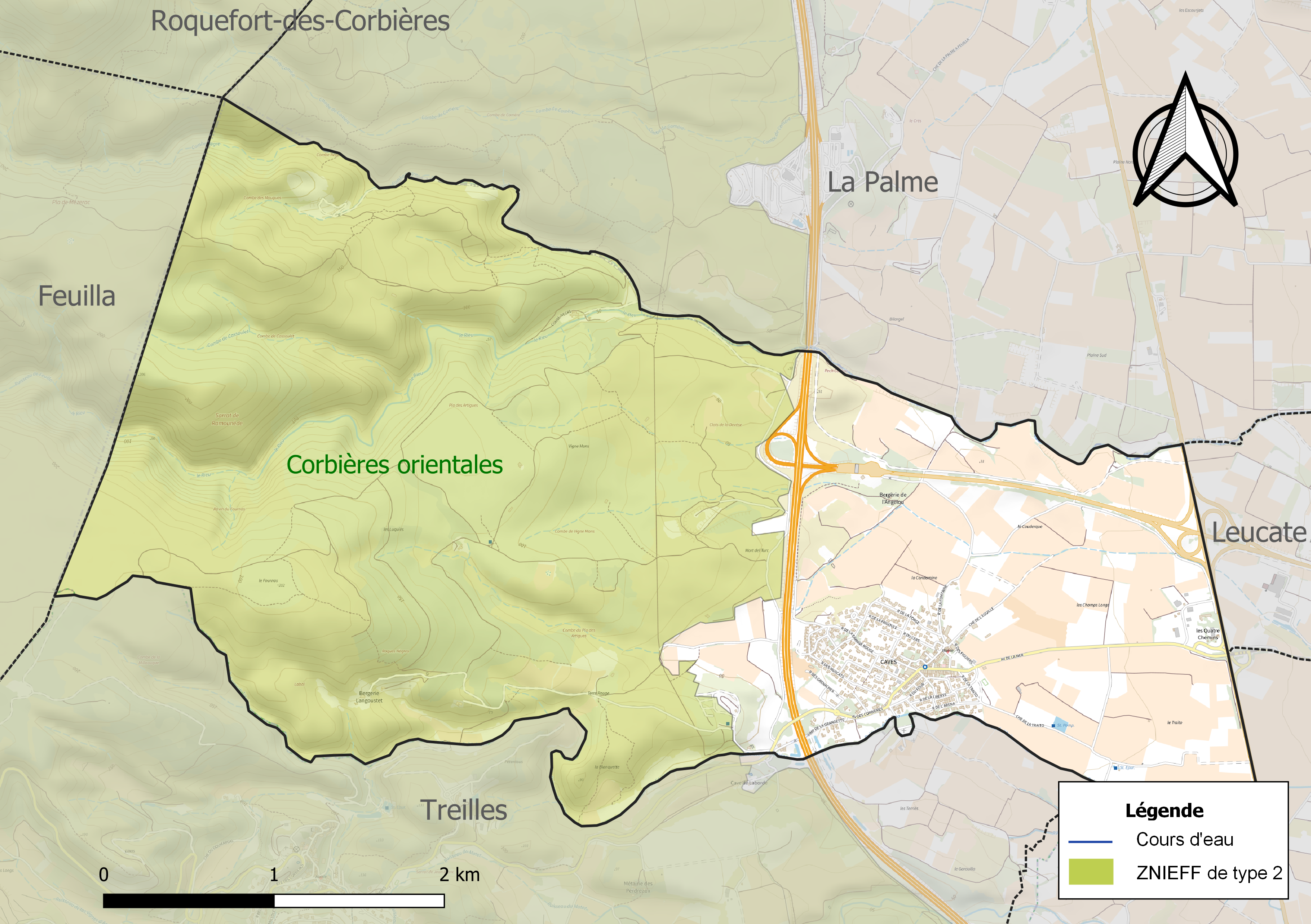
Carte de la ZNIEFF de type 2 sur la commune.

## Urbanisme

### Typologie
Au 1er janvier 2024, Caves est catégorisée bourg rural, selon la nouvelle grille communale de densité à 7 niveaux définie par l'Insee en 2022.
Elle est située hors unité urbaine et hors attraction des villes,.

### Occupation des sols
L'occupation des sols de la commune, telle qu'elle ressort de la base de données européenne d’occupation biophysique des sols Corine Land Cover (CLC), est marquée par l'importance des forêts et milieux semi-naturels (67,2 % en 2018), une proportion identique à celle de 1990 (67,2 %). La répartition détaillée en 2018 est la suivante : milieux à végétation arbustive et/ou herbacée (67,2 %), cultures permanentes (25 %), zones urbanisées (4,3 %), zones agricoles hétérogènes (3,4 %). L'évolution de l’occupation des sols de la commune et de ses infrastructures peut être observée sur les différentes représentations cartographiques du territoire : la carte de Cassini (XVIIIe siècle), la carte d'état-major (1820-1866) et les cartes ou photos aériennes de l'IGN pour la période actuelle (1950 à aujourd'hui).

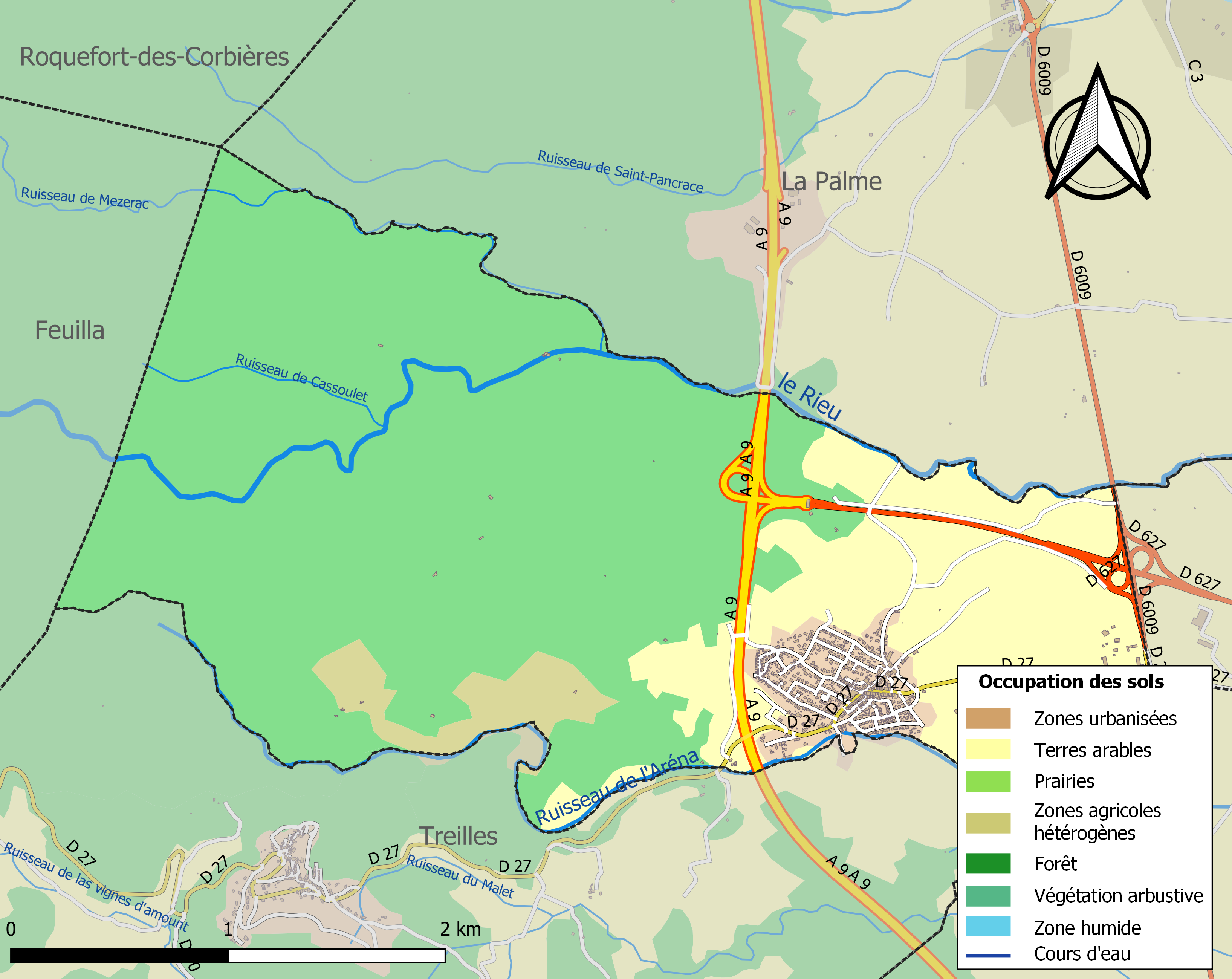
Carte des infrastructures et de l'occupation des sols de la commune en 2018 (CLC).

### Risques majeurs
Le territoire de la commune de Caves est vulnérable à différents aléas naturels : météorologiques (tempête, orage, neige, grand froid, canicule ou sécheresse), inondations, feux de forêts et séisme (sismicité faible). Il est également exposé à un risque technologique,  le transport de matières dangereuses, et à un risque particulier : le risque de radon. Un site publié par le BRGM permet d'évaluer simplement et rapidement les risques d'un bien localisé soit par son adresse soit par le numéro de sa parcelle.

#### Risques naturels
Certaines parties du territoire communal sont susceptibles d’être affectées par le risque d’inondation par débordement de cours d'eau, notamment le Rieu et La commune a été reconnue en état de catastrophe naturelle au titre des dommages causés par les inondations et coulées de boue survenues en 1982, 1986, 1992, 1994, 1999 et 2009,.

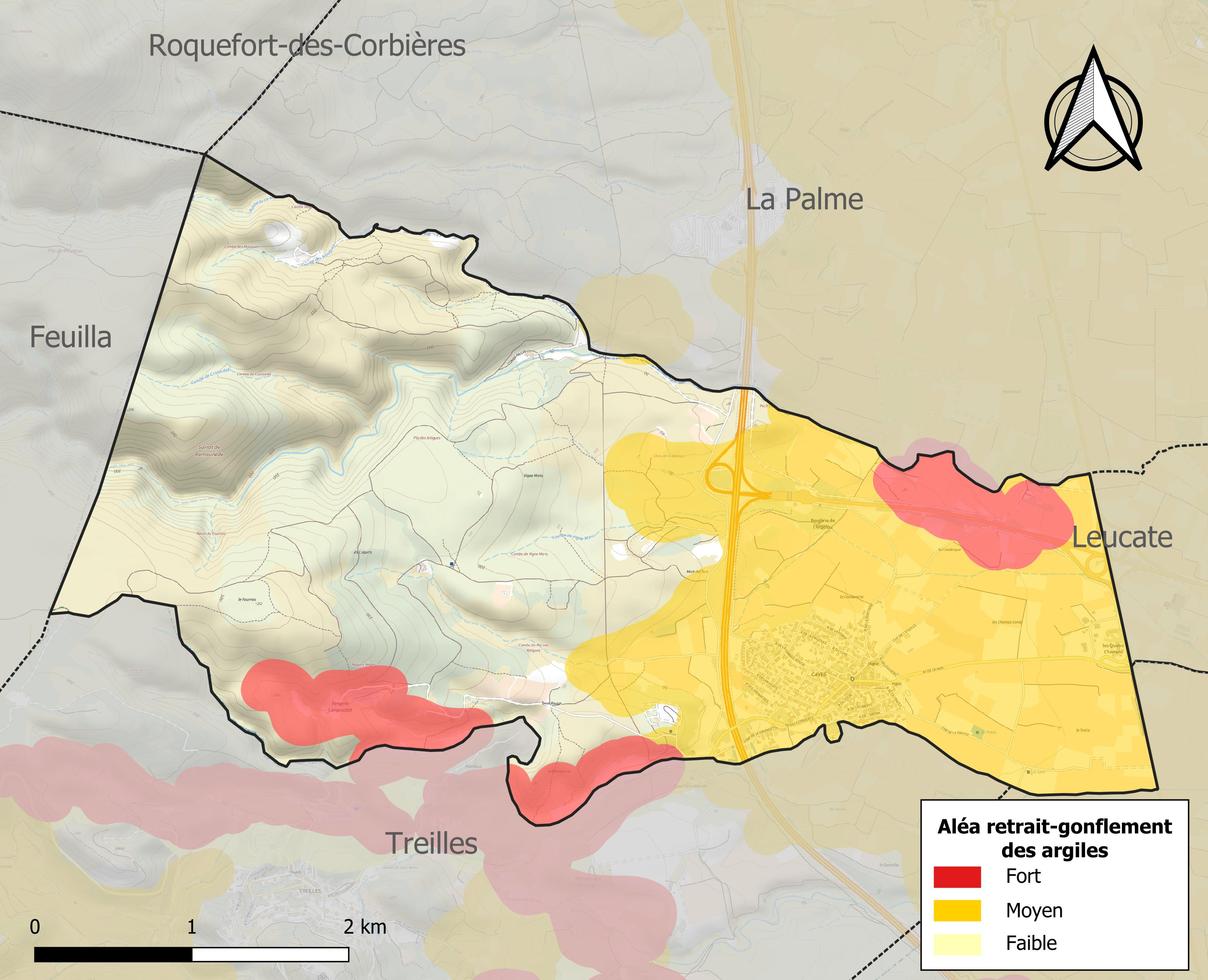
Carte des zones d'aléa retrait-gonflement des sols argileux de Caves.

Le retrait-gonflement des sols argileux est susceptible d'engendrer des dommages importants aux bâtiments en cas d’alternance de périodes de sécheresse et de pluie. 41,9 % de la superficie communale est en aléa moyen ou fort (75,2 % au niveau départemental et 48,5 % au niveau national). Sur les 456 bâtiments dénombrés sur la commune en 2019, 450 sont en aléa moyen ou fort, soit 99 %, à comparer aux 94 % au niveau départemental et 54 % au niveau national. Une cartographie de l'exposition du territoire national au retrait gonflement des sols argileux est disponible sur le site du BRGM,.

#### Risques technologiques
Le risque de transport de matières dangereuses sur la commune est lié à sa traversée par une route à fort trafic. Un accident se produisant sur une telle infrastructure est en effet susceptible d’avoir des effets graves au bâti ou aux personnes jusqu’à 350 m, selon la nature du matériau transporté. Des dispositions d’urbanisme peuvent être préconisées en conséquence.

#### Risque particulier
Dans plusieurs parties du territoire national, le radon, accumulé dans certains logements ou autres locaux, peut constituer une source significative d’exposition de la population aux rayonnements ionisants. Certaines communes du département sont concernées par le risque radon à un niveau plus ou moins élevé. Selon la classification de 2018, la commune de Caves est classée en zone 2, à savoir zone à potentiel radon faible mais sur lesquelles des facteurs géologiques particuliers peuvent faciliter le transfert du radon vers les bâtiments.

## Toponymie
En occitan, le village se nomme Las Cavas (prononcé las Cabos, le "a" final se prononçant "o" ouvert en occitan). Les habitants s'appellent les Cavistes depuis la création du village, le nom faisant par ailleurs écho à leur travail qui était de cultiver la vigne et de vinifier le vin dans les caves particulières.

## Politique et administration

### Découpage territorial
La commune de Caves est membre de l'intercommunalité Le Grand Narbonne, un établissement public de coopération intercommunale (EPCI) à fiscalité propre créé le 26 décembre 2002 dont le siège est à Narbonne. Ce dernier est par ailleurs membre d'autres groupements intercommunaux.
Sur le plan administratif, elle est rattachée à l'arrondissement de Narbonne, au département de l'Aude, en tant que circonscription administrative de l'État, et à la région Occitanie.
Sur le plan électoral, elle dépend du canton des Corbières Méditerranée pour l'élection des conseillers départementaux, depuis le redécoupage cantonal de 2014 entré en vigueur en 2015, et de la deuxième circonscription de l'Aude  pour les élections législatives, depuis le redécoupage électoral de 1986.

### Liste des maires
| Période                                  | Période   | Identité      | Étiquette     | Qualité |
| ---------------------------------------- | --------- | ------------- | ------------- | ------- |
| Les données manquantes sont à compléter. |           |               |               |         |
| mars 1984                                | mars 2008 | Paul Broch    | PS            |         |
| mars 2008                                | mars 2014 | Jean Desmidt  | PCF           |         |
| mars 2014                                | En cours  | Bernard Devic | Divers Gauche |         |

## Démographie
| 1936 | 1946 | 1954 | 1962 | 1968 | 1975 | 1982 | 1990 | 1999 |
| ---- | ---- | ---- | ---- | ---- | ---- | ---- | ---- | ---- |
| 247  | 229  | 212  | 242  | 252  | 231  | 228  | 280  | 357  |

| 2006 | 2011 | 2016 | 2021 | 2022 | - | - | - | - |
| ---- | ---- | ---- | ---- | ---- | - | - | - | - |
| 536  | 727  | 858  | 888  | 879  | - | - | - | - |

## Économie

### Revenus
En 2018  (données Insee publiées en septembre 2021), la commune compte 347 ménages fiscaux, regroupant 804 personnes. La médiane du revenu disponible par unité de consommation est de 19 060 € (19 240 € dans le département).

### Emploi
| Division       | 2008   | 2013   | 2018   |
| -------------- | ------ | ------ | ------ |
| Commune        | 8,8 %  | 6,8 %  | 17,3 % |
| Département    | 10,2 % | 12,8 % | 12,6 % |
| France entière | 8,3 %  | 10 %   | 10 %   |

En 2018, la population âgée de 15 à 64 ans s'élève à 518 personnes, parmi lesquelles on compte 72,7 % d'actifs (55,5 % ayant un emploi et 17,3 % de chômeurs) et 27,3 % d'inactifs,. En  2018, le taux de chômage communal (au sens du recensement) des 15-64 ans est supérieur à celui de la France et du département, alors qu'il était inférieur à celui du département en 2008.
La commune est hors attraction des villes,. Elle compte 85 emplois en 2018, contre 92 en 2013 et 79 en 2008. Le nombre d'actifs ayant un emploi résidant dans la commune est de 289, soit un indicateur de concentration d'emploi de 29,3 % et un taux d'activité parmi les 15 ans ou plus de 53,8 %.
Sur ces 289 actifs de 15 ans ou plus ayant un emploi, 54 travaillent dans la commune, soit 19 % des habitants. Pour se rendre au travail, 88,9 % des habitants utilisent un véhicule personnel ou de fonction à quatre roues, 2,1 % les transports en commun, 5,1 % s'y rendent en deux-roues, à vélo ou à pied et 3,9 % n'ont pas besoin de transport (travail au domicile).

### Activités hors agriculture

#### Secteurs d'activités
50 établissements sont implantés  à Caves au 31 décembre 2019. Le tableau ci-dessous en détaille le nombre par secteur d'activité et compare les ratios avec ceux du département,.
| Secteur d'activité                                                                                        | Commune | Commune | Département |
| Secteur d'activité                                                                                        | Nombre  | %       | %           |
| --- | ------- | ------- | ----------- |
| Ensemble                                                                                                  | 50      |         |             |
| Industrie manufacturière, industries extractives et autres                                                | 2       | 4 %     | (8,8 %)     |
| Construction                                                                                              | 10      | 20 %    | (14 %)      |
| Commerce de gros et de détail, transports, hébergement et restauration                                    | 18      | 36 %    | (32,3 %)    |
| Information et communication                                                                              | 2       | 4 %     | (1,6 %)     |
| Activités spécialisées, scientifiques et techniques et activités de services administratifs et de soutien | 9       | 18 %    | (13,3 %)    |
| Administration publique, enseignement, santé humaine et action sociale                                    | 3       | 6 %     | (13,2 %)    |
| Autres activités de services                                                                              | 6       | 12 %    | (8,8 %)     |

Le secteur du commerce de gros et de détail, des transports, de l'hébergement et de la restauration est prépondérant sur la commune puisqu'il représente 36 % du nombre total d'établissements de la commune (18 sur les 50 entreprises implantées  à Caves), contre 32,3 % au niveau départemental.

#### Entreprises
L' entreprise ayant son siège social sur le territoire communal qui génère le plus de chiffre d'affaires en 2020 est : 
- Leucate Auto Moto Ecole, enseignement de la conduite (44 k€).

### Viticulture
Viticulture, la commune a sur son territoire les appellations qualitatives suivantes : Vin de pays des Coteaux du Littoral Audois, AOC Fitou, AOC Muscat de Rivesaltes, AOC Corbières

### Agriculture
La commune fait partie de la petite région agricole dénommée « Région viticole ». En 2010, l'orientation technico-économique de l'agriculture  sur la commune est la viticulture (appellation et autre).
|                                   | 1988 | 2000 | 2010 |
| --------------------------------- | ---- | ---- | ---- |
| Exploitations                     | 37   | 33   | 16   |
| Superficie agricole utilisée (ha) | 302  | 291  | 207  |

Le nombre d'exploitations agricoles en activité et ayant leur siège dans la commune est passé de 37 lors du recensement agricole de 1988 à 33 en 2000 puis à 16 en 2010, soit une baisse de 57 % en 22 ans. Le même mouvement est observé à l'échelle du département qui a perdu pendant cette période 52 % de ses exploitations. La surface agricole utilisée sur la commune a également diminué, passant de 302 ha en 1988 à 207 ha en 2010. Parallèlement la surface agricole utilisée moyenne par exploitation a augmenté, passant de 8 à 13 ha.

## Culture locale et patrimoine

### Lieux et monuments
- Fontaine de pierre construite en 1908, l'eau provient de la source du Merlat.

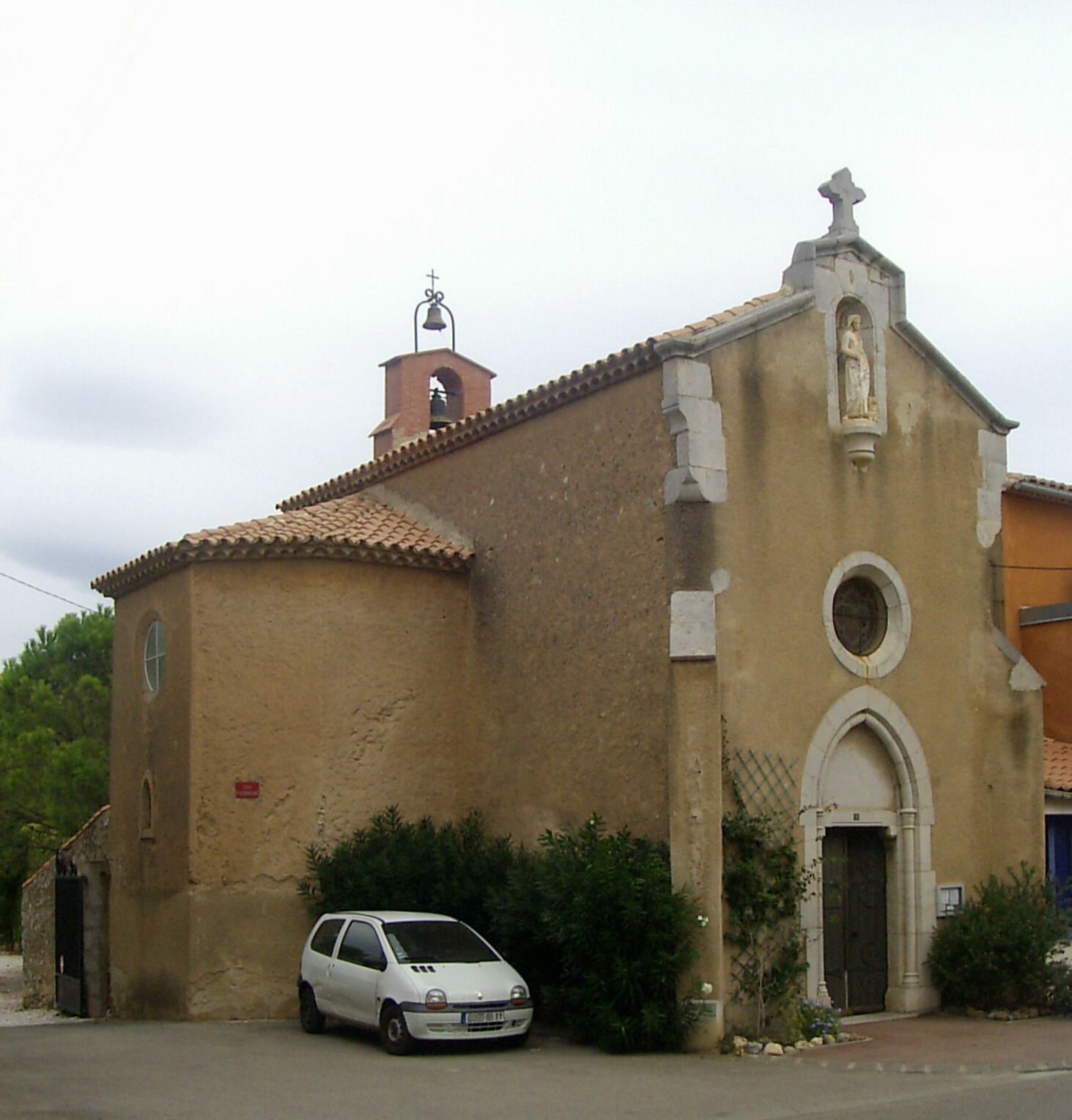
L'église Sainte-Germaine.

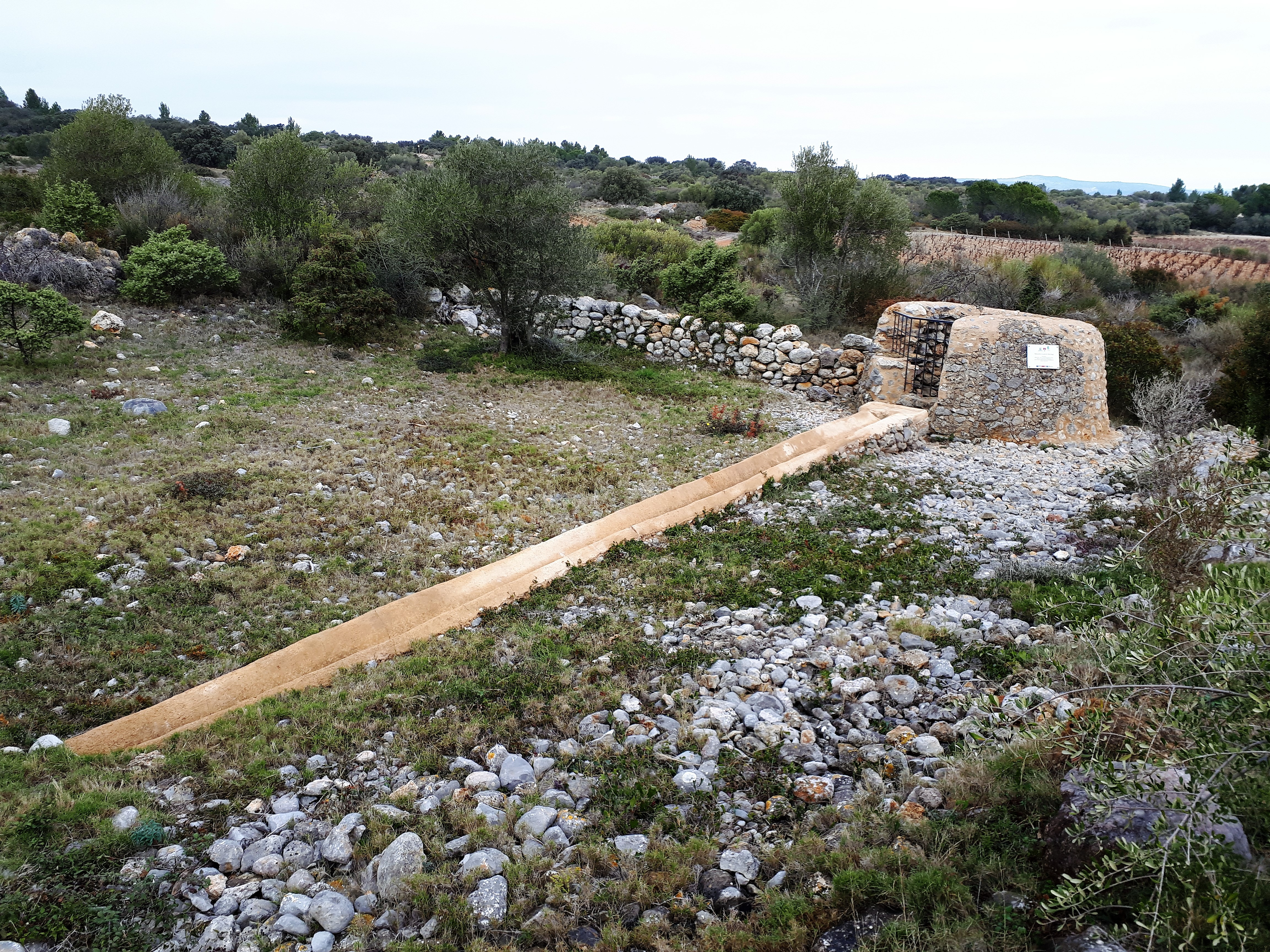
Ancien puits, au lieu-dit de Terre Rouge, avec son abreuvoir, restauré en 2018.

- Église Sainte-Germaine de Caves.

- Puits restauré.

### Personnalités liées à la commune
- Joan Claret (1932-2001), universitaire franco-espagnol et grand défenseur de la culture catalane y est mort.
- Jérôme Savary (1942-2013), metteur en scène franco-argentin y avait une résidence secondaire[réf. nécessaire].

### Héraldique

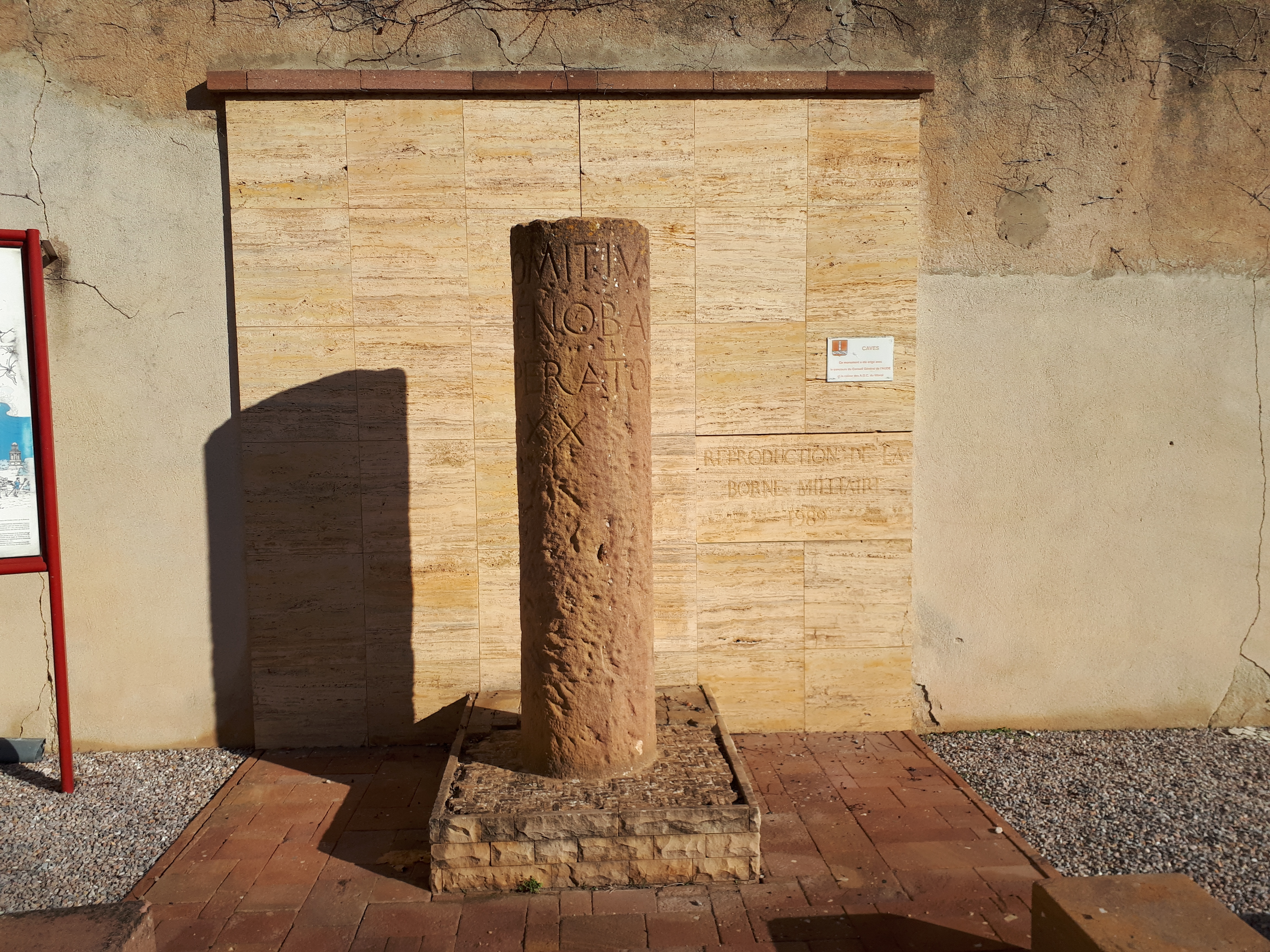
Reproduction (1989) de la borne milliaire XX sur la Via Domitia, qui figure sur le blason du village.

| Blason | Blasonnement : De gueules à une voie romaine pavée d'argent posée en fasce abaissée, surmontée d'une borne milliaire du même chargée des inscriptions DOM AHE IMP XX en lettres capitales de sable. |